# Collocalia buday
Collocalia buday — вимерлий вид серпокрильцеподібних птахів родини серпокрильцевих (Apodidae), що мешкав у пізньому олігоцені і ранньому міоцені в Австралії. Був описаний Волтером Боулсом у 2001 році за скам'янілими рештками, знайденими в Ріверслей, на території Національного парку Буджамулла на північному заході Квінсленду.